# Saxifraga cardiophylla
Saxifraga cardiophylla là một loài thực vật có hoa trong họ Saxifragaceae. Loài này được Franch. miêu tả khoa học đầu tiên năm 1886.